# 米克爾島
米克爾島（英語：Mickle Island），是南極洲的島嶼，位於羅斯島西面，處於弗拉格斯塔夫角東南面2公里，由英國探險隊繪入地圖和命名，現時由南極條約體系管理。